# Сенкова
Сенкова (пол. Sękowa) — село в Польщі, у гміні Сенкова Горлицького повіту Малопольського воєводства. Населення — 1514 осіб (2011).

## Розташування
Лежить у Низькому Бескиді, в долині річки Сенкувки — правої притоки Ропи. Село знаходилось у смузі українських сіл на межі з Малопольщею і до Другої світової війни було найпівденнішим польським селом серед українських.
Через село пролягає воєводська дорога № 977.

## Історія
Село закріпачене 22 лютого 1363 р. актом короля Казимира III Великого для німця Нікеля, одночасно впроваджуючи латинську парафію. Це спричинило латинізацію і полонізацію населення.
Село було одним з найдавніших центрів нафтовидобутку. В 1790 р. в селі були нафтові криниці, утримувані й експлуатовані селянами. В 1873 р. продукти нафтопереробки з села виставлялись на виставці у Відні. На 1875 р. експлуатацію проводили 9 фірм, які наймали 250 працівників, річний видобуток становив 350 тонн. Видобуток тривав до Другої світової війни.
У 1889 р. в селі було 165 господарств і 1051 житель (1044 римо-католики, 1 греко-католик і 7 юдеїв).
У роки Першої світової війни на території села 5 місяців точилися запеклі бої та так званий Горлицький прорив, після них залишилося 2 військові цвинтарі.
Хоча на 1936 р. в селі вже не було греко-католиків, село за традицією належало до греко-католицької парохії Маластів Горлицького деканату.
У 1975—1998 роках село належало до Новосондецького воєводства.

## Демографія
Демографічна структура станом на 31 березня 2011 року:
|          | Загалом | Допрацездатний вік | Працездатний вік | Постпрацездатний вік |
| -------- | ------- | ------------------ | ---------------- | -------------------- |
| Чоловіки | 749     | 158                | 509              | 82                   |
| Жінки    | 765     | 128                | 456              | 181                  |
| Разом    | 1514    | 286                | 965              | 263                  |

## Місцеві пам'ятки
Об'єкти, перераховані в реєстрі пам'яток Малопольського воєводства:
- Мурований костел 1885 року.
- Дерев'яний костел 1520 року.
- 4 військові кладовища з Першої світової війни № 68, № 76, № 79, № 80.